# Brosso
Brosso é uma comuna italiana da região do Piemonte, província de Turim, com cerca de 474 habitantes. Estende-se por uma área de 11 km², tendo uma densidade populacional de 43 hab/km². Faz fronteira com Tavagnasco, Traversella, Borgofranco d'Ivrea, Quassolo, Trausella, Meugliano, Lessolo, Vico Canavese.

## Demografia
| Variação demográfica do município entre 1861 e 2011                               |
|                                                                                   |
| Fonte: Istituto Nazionale di Statistica (ISTAT) - Elaboração gráfica da Wikipedia |